# Jacob Sturm (Kupferstecher)

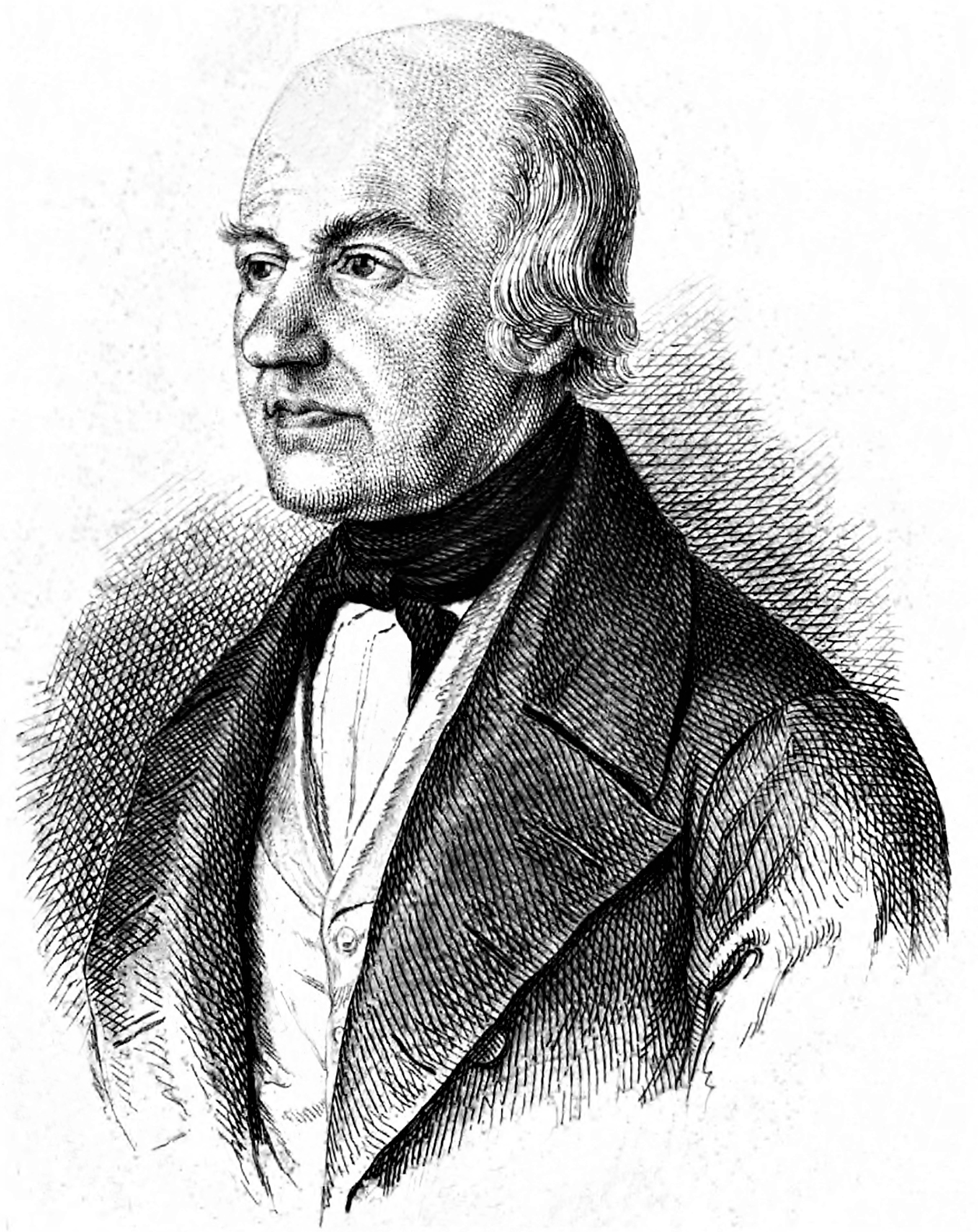
Jacob Sturm

Jacob Sturm (auch Jakob Sturm; * 21. März 1771 in Nürnberg; † 28. November 1848 ebenda) war ein deutscher Kupferstecher und Naturforscher. Sein offizielles botanisches Autorenkürzel lautet „Sturm“.

## Leben

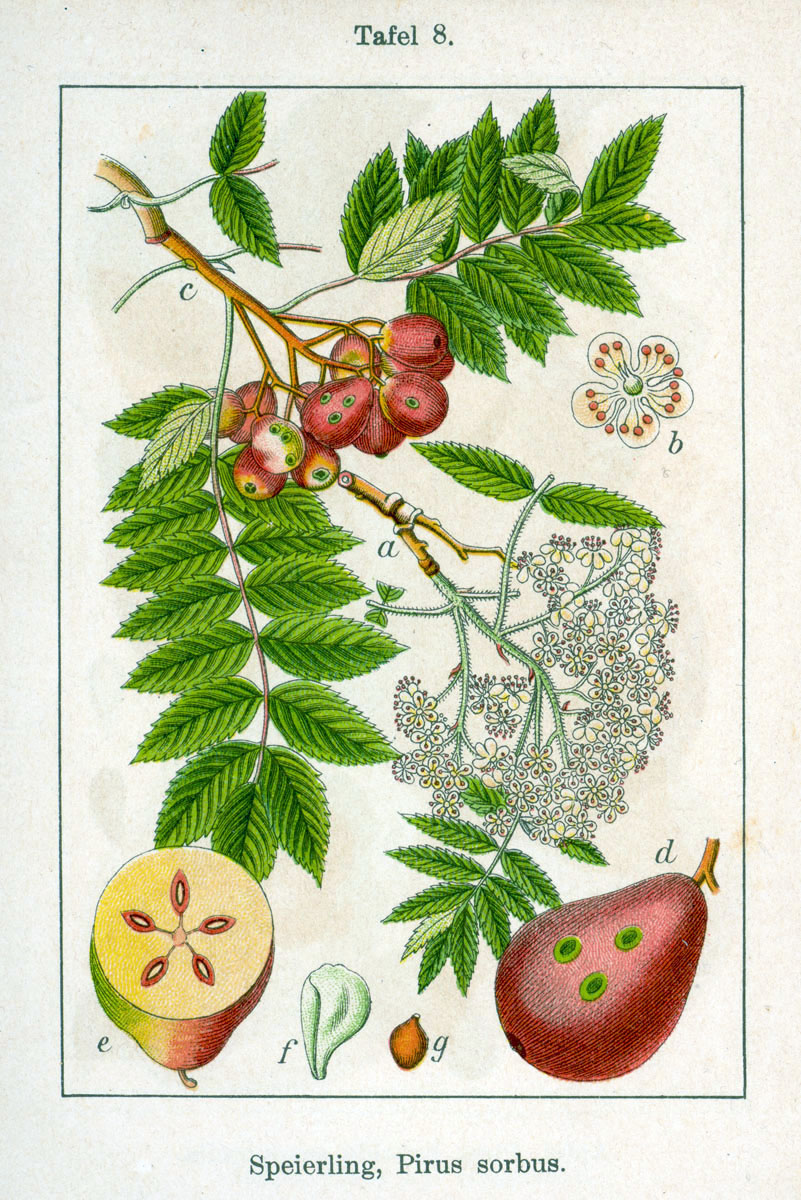
Speierling-Darstellung in Deutschlands Flora in Abbildungen

Jacob Sturm erlernte den Beruf des Kupferstechers bei seinem Vater Johann Georg Sturm. Im Alter von 16 Jahren machte er die Bekanntschaft des Botanikers Johann Christian von Schreber und des Entomologen Georg Wolfgang Franz Panzer. Diese begeisterten ihn für die Natur.
Sturm beschäftigte sich zunächst mit Insekten. Im Jahr 1789 hat er ein Buch zusammengestellt, die Sammlung von Abbildungen zur Naturgeschichte. Schmetterlinge und Käfer. 1791 und 1792 veröffentlichte er das Insekten-Cabinet, nach der Natur gezeichnet und gestochen. Diese Ausgabe enthielt noch keinen Text. 1792 erschien Faunae Insectorum Germanicae initia mit Erläuterungen von Panzer.
Später entstand sein Werk Deutschlands Fauna in Abbildungen nach der Natur, mit Beschreibungen, das 500 Kupferstiche umfasst, während sein botanisches Werk Deutschlands Flora in Abbildungen nach der Natur mit Beschreibungen aus 2.472 Tafeln besteht und Texte enthält.
Auf der Grundlage dieser Flora erschien zwischen 1900 und 1907 die bekannte Reihe J. Sturm’s Flora von Deutschland, das der Deutsche Lehrer-Verein für Naturkunde herausgab.
Als Anerkennung seiner wissenschaftlichen Arbeiten verlieh ihm die Philosophische Fakultät der Universität Breslau 1846 den Titel eines Dr. phil. honoris causa. 1801 war Sturm Mitbegründer der Naturhistorischen Gesellschaft Nürnberg. Seit 1846 gehörte er der Deutschen Akademie der Naturforscher Leopoldina an. Er war Mitglied in zahlreichen naturforschenden und -wissenschaftlichen Vereinen, u. a. der Senckenberg Gesellschaft für Naturforschung, der Gesellschaft Naturforschender Freunde zu Berlin, dem Entomologischen Verein zu Stettin, der Linneschen  Gesellschaft zu Stockholm und der Wetterauischen Gesellschaft.
Jacob Sturm hatte zwei Söhne, die ihn in späteren Jahren bei seiner Arbeit unterstützten, zum einen den Künstler und Ornithologen Johann Heinrich Christian Friedrich Sturm (1805–1862) und zum anderen den Botaniker, Ornithologen und Kupferstecher Johann Wilhelm Sturm (1808–1865). Johann Wilhelm setzte nach dem Tode des Vaters die Herausgabe der Reihe Deutschlands Flora in Abbildungen nach der Natur fort.
Sturm besaß eine umfangreiche naturhistorische Sammlung. Die Insektensammlung gehörte seinerzeit zu den größten in Deutschland.
Am 24. März 2019 wurde eine Folge der Sendung Lieb & Teuer des NDR ausgestrahlt, die von Janin Ullmann moderiert und im Schloss Reinbek gedreht wurde. Darin wurde mit dem Antiquar Daniel Schramm vier Bände Deutschlands Flora in Abbildungen nach der Natur mit Beschreibungen aus dem Jahre 1837 besprochen.

## Ehrungen
Nach Sturm ist die Pflanzengattung Sturmia Hoppe aus der Familie der Süßgräser (Poaceae) benannt.

## Schriften
- J. Sturms Flora von Deutschland in Abbildungen nach der Natur. I–XV, 2. umgearbeitete Auflage. K. G. Lutz, Stuttgart 1900–1907 (Digitalisat)
  - Band 1, urn:nbn:de:hbz:061:2-18932 Nadelhölzer, Lilien, Kolbenschilfe, Kolbenblumen = Coniferae, Liliiflorae, Pandanales, Spathiflorae. 2., umgearb. Auflage 1906
  - Band 2, urn:nbn:de:hbz:061:2-22065 Riedgräser = Cyperaceae. 2., umgearb. Auflage 1900
  - Band 3, urn:nbn:de:hbz:061:2-30462 Echte Gräser = Gramineae. 2., umgearb. Auflage 1900
  - Band 4, urn:nbn:de:hbz:061:2-19590 Orchideen, Wasserkräuter, Kätzchenträger, Nesseln, Sandeln, Osterluzeien, Ampfer = Orchideae, Helobiae, Amentaceae, Urticiflorae, Santalinae, Aristolochiales, Polygonaceae. 2., umgearb. Auflage 1905
  - Band 5, urn:nbn:de:hbz:061:2-20801 Mittelsamige und Haufenfrüchtige = Centrospermae und Polycarpicae. 2., umgearb. Auflage 1901
  - Band 6, urn:nbn:de:hbz:061:2-22193 Mohnartige, Cistifloren und Säulenträger = Rhoeadinae, Cistiflorae und Columniferae. 2., umgearb. Auflage 1902
  - Band 7, urn:nbn:de:hbz:061:2-22496 Schnabelfrüchtler, Balsamgewächse, Seifenbäume, Kreuzdorngewächse, Dreisamige, Seidelbaste und Steinbreche = Gruinales, Terebinthinae, Sapindiflorae, Frangulinae, Tricoccae, Thymelaeinae, Saxifraginae. 2., umgearb. Auflage 1902
  - Band 8, urn:nbn:de:hbz:061:2-19483 Rosen = Rosiflorae. 2., umgearb. Auflage 1904
  - Band 9, urn:nbn:de:hbz:061:2-20597 Hülsenfrüchte, Myrten, Heiden, Primeln = Leguminosae, Myrtiflorae, Bicornes, Primulinae. 2., umgearb. Auflage 1901
  - Band 10, urn:nbn:de:hbz:061:2-21963 Röhrenblütler im weiteren Sinne. 2., umgearb. Auflage 1903
  - Band 11, urn:nbn:de:hbz:061:2-19329 Röhrenblütler im weiteren Sinne. 2., umgearb. Auflage 1903
  - Band 12, urn:nbn:de:hbz:061:2-21029 Schirmblumige und Glockenblumige = Umbelliflorae und Campanulatae. 2., umgearb. Auflage 1904
  - Band 13, urn:nbn:de:hbz:061:2-22441 Haufenblütige. 2., umgearb. Auflage 1905
  - Band 14, urn:nbn:de:hbz:061:2-20749 Haufenblütige. 2., umgearb. Auflage 1906
  - Band 15, urn:nbn:de:hbz:061:2-20496 Generalregister. 2., umgearb. Auflage 1907